# Bumblebee (film)
Bumblebee (titlu original: Bumblebee) este un film american din 2018 regizat de Travis Knight. Este creat în genurile SF de acțiune și prezintă aventurile autobotului omonim. Rolurile principale au fost interpretate de actorii Hailee Steinfeld, John Cena, Jorge Lendeborg Jr., John Ortiz, Jason Drucker și Pamela Adlon, cu Dylan O'Brien, Angela Bassett, Justin Theroux și Peter Cullen în roluri de voce. Scenariul este scris de Christina Hodson  pe baza jucăriilor Hasbro Transformers. Este al șaselea film artistic din seria de filme  Transformers și un prequel al filmului din 2007 Transformers.

## Prezentare
Filmul începe pe planeta Cybertron, unde o civilizație tehnologic avansată de roboți este în mijlocul unui război brutal. Optimus Prime anunță o retragere bruscă a Autoboților pe care îi conduce și îi dă ordine lui B-127 să fugă pe Pământ pentru a pregăti planeta ca o nouă bază a Autoboților. B-127 ajunge pe Pământ în anul 1987.

## Distribuție
- Hailee Steinfeld - Charlie Watson, o adolescentă amabilă care-l găsește și se împrietenește cu Bumblebee.
- John Cena - Jack Burns, fost locotenent Army Ranger  și agent al Sectorului 7
- Jorge Lendeborg Jr. - Memo,  vecinul lui Charlie.
- John Ortiz - Dr. Powell, un agent al Sectorului 7
- Jason Drucker - Otis Watson, fratele mai mic al lui Charlie.
- Pamela Adlon - Sally Watson,  mama lui Charlie și a lui Otis
- Stephen Schneider - Ron, tatăl vitreg al lui Charlie.
- Glynn Turman - General Whalen, superiorul lui Burns la Sector 7.
- Len Cariou - Hank, proprietarul unui garaj și al unui cimitir de mașini unde Charlie a găsit piese de mașină și un Volkswagen Beetle vechi.
- Gracie Dzienny - Tina, colega de clasă a lui Charlie
- Ricardo Hoyos - Tripp Summers, colegul lui Charlie și prietenul lui Tina.
- Fred Dryer - Șeriful Lock, un șerif care îi urmărește cu mare viteză pe Charlie și Bumblebee.
- Lenny Jacobson - Roy, un rezident al parcului de remorci ucis de Decepticoni.
- Megyn Price - Amber, prietena lui Roy
- Nick Pilla - Seymour Simmons, un agent al Sectorului 7. John Turturro a interpretat o versiune mai veche a personajului în filmele artistice "Transformers".[8]
- Edwin Hodge - Danny, un agent al Sectorului 7.
- Tim Martin Gleason - Tatăl lui Charlie, care a murit de un atac de cord.

## Producție
Filmările au început la 31 iulie 2017 în Los Angeles, San Francisco, Santa Cruz, Vallejo și Mare Island, California, finalizarea filmărilor fiind programată la 16 noiembrie 2017, cu titlul de lucru Brighton Falls. Cheltuielile de producție s-au ridicat la 135 de milioane $.

## Lansare și primire
A avut încasări de 420,6 milioane $.